# Бойовий прапор військової частини (Україна)

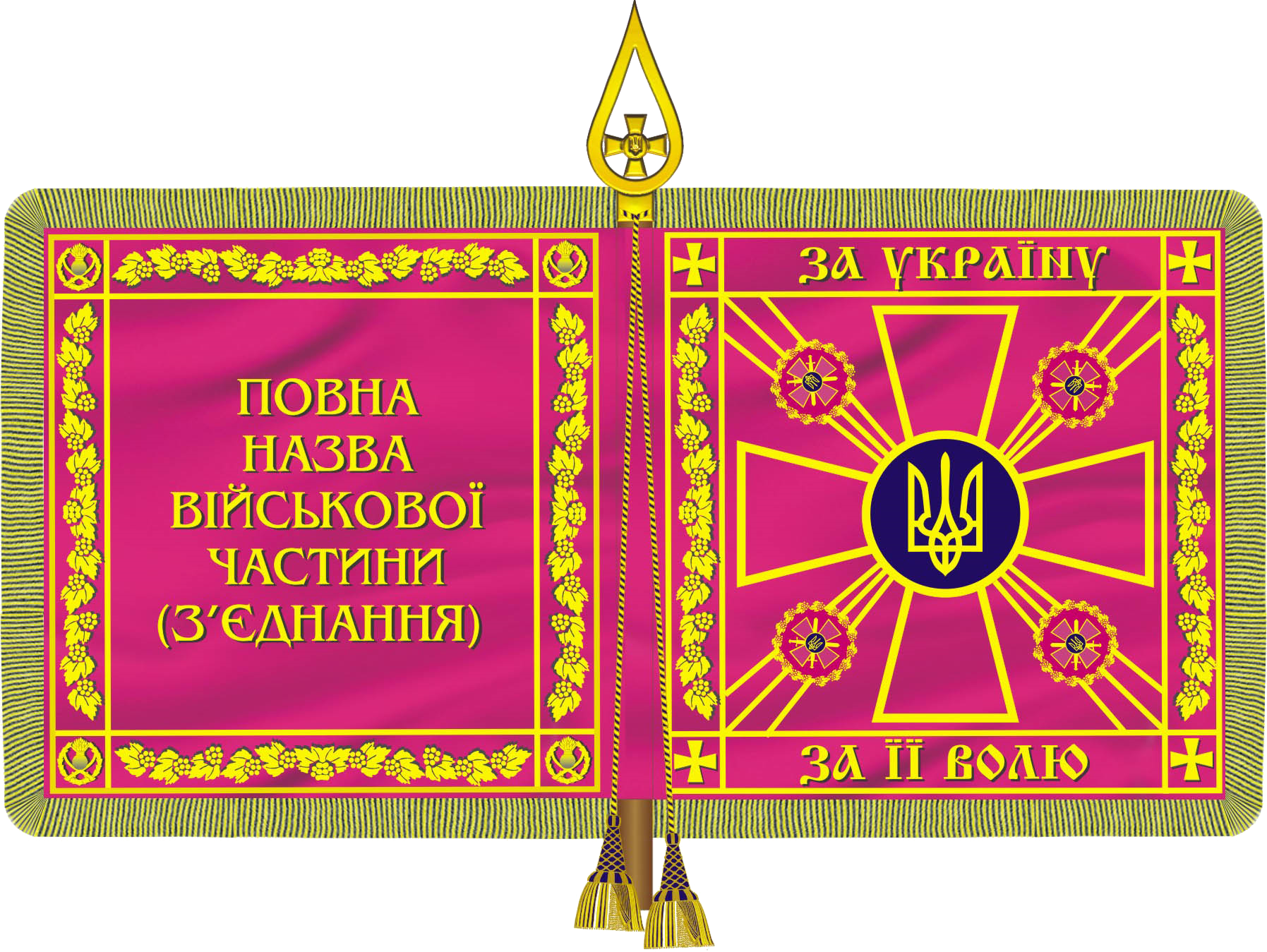
Бойовий Прапор військової частини ЗСУ

Бойови́й Пра́пор військо́вої части́ни — в Збройних Силах України, як і в багатьох інших країнах світу, є символом честі, доблесті, бойової слави і продовження бойових традицій. За визначенням типу прапора — бойовий прапор.

## Історія

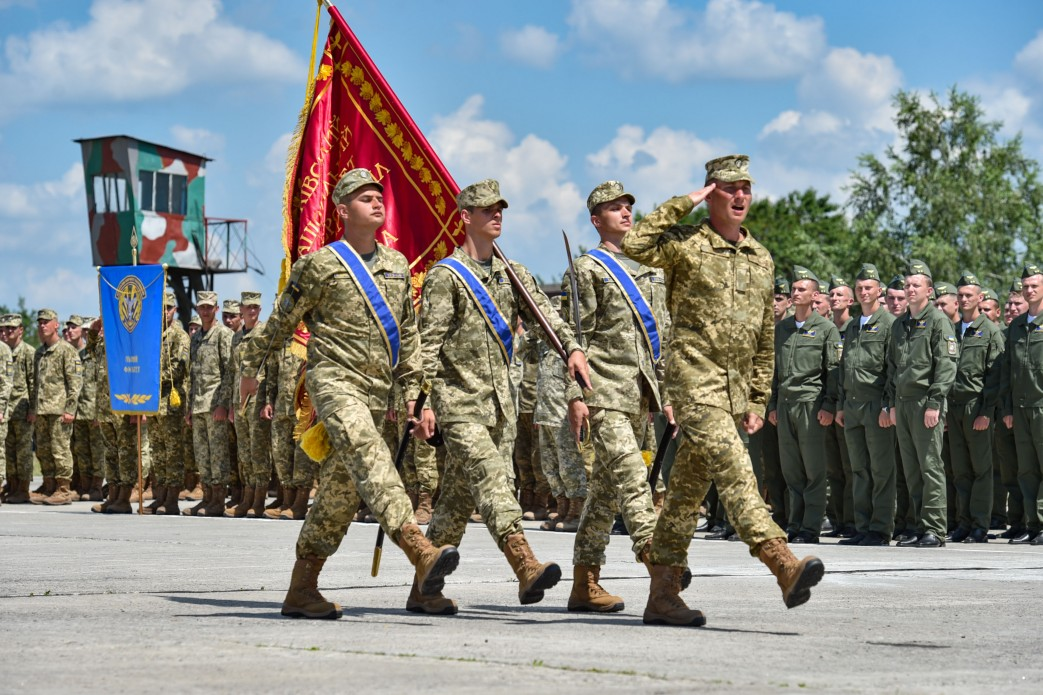
Проходження з бойовим прапором.

Питання про Бойовий прапор військової частини сучасних ЗС України постало з самого початку їхнього існування. В 1992 році, згідно вимог наказу Міністра оборони України  для узагальнення пропозицій та підготовки матеріалів щодо військової символіки було створено робочу комісію, яка розробила відповідний зразок. За цим проєктом Бойовий прапор мав являти собою синьо-жовте полотнище з символом ЗС України (синій щит з тризубом) у центрі, котрий оточував вінок з листя дуба та гілок калини.
У жовтні 1993 року, колегією Міністерства оборони України були затверджені проєкти прапора військової частини ЗС України та прапорів Видів Збройних Сил України. При цьому полотнище Бойового прапора вже мало бути малиновим, а не синьо-жовтим. Зазначені прапори передбачалося затвердити постановою Верховної Ради України. Проте, попри зусилля військового відомства, згадана постанова так і не була ухвалена. Утім, було розпочато виготовлення Бойових прапорів та їх вручення військовим частинам.
24 березня 1999 року, відповідно Закону України "Про Статут внутрішньої служби Збройних Сил України" (із змінами), було визначено основні положення стосовно Бойового прапора військової частини.
Навесні 2001 року, воєнно-геральдична служба (згодом — відділ військової символіки та геральдики) Генерального штабу Збройних Сил України розробила загальну емблему Збройних Сил, далі ж на її основі створювалися емблеми та прапори Міноборони, Генштабу, видів військ, штандартів та бойових прапорів військових частин. Підсумком став проєкт Указу Президента України «Про символіку Збройних Сил України», який у липні 2001 р. було направлено на розгляд Комісії державних нагород та геральдики. Але через суб'єктивні розбіжності в поглядах на символіку проєкт указу не був поданий на підпис главі держави. Між тим символіку, передбачену цим проєктом, почали впроваджувати. Так, перший Бойовий прапор нового зразка був вручений у серпні 2002 року Одеському інституту Сухупутних військ. У 2003 році, за рішенням Міноборони, було виготовлено 11 нових Бойових прапорів для військових частин, що брали участь у параді на честь 12-ї річниці Незалежності України. 
20 червня 2006 року було видано Указ Президента України «Про опис і малюнок базового зразка Бойового прапора військової частини (з'єднання) Збройних Сил України». Тим самим розробку Воєнно-геральдичної служби Генерального штабу ЗС України було фактично узаконено.
Сучасний Бойовий прапор став багатокомпонентним. Головним його елементом є полотнище. Воно має малиновий колір незалежно від виду Збройних Сил. На лицьовій стороні у центрі зображено емблему ЗС України, на променях між сторонами хреста містяться емблеми виду, до якого належить частина. По периметру полотнище прикрашає лиштва з написом та орнаментом у вигляді листя і кетягів калини. Лиштва з написами — данина традиціям українського військового прапорництва. Вона є характерною ознакою козацьких прапорів XVII—XVIII cт. Девіз «За Україну, за її волю» взятий з військового маршу УСС. На зворотньому боці напис повної назви частини чи з'єднання, в кутах лиштви зображаються емблеми роду військ, до якого належить частина. Вільні сторони полотнища прикрашені золотими китицями. Полотнище прибивається до древка цвяхами, древко увінчує стрілоподібна верхівка із зображенням емблеми Збройних Сил, на протилежний кінець древка надітий підток жовтого металу у вигляді зрізаного конуса. Прапор прикрашається тасьмою з китицями, а бойові прапори частин, які зберігають надалі присвоєні державні нагороди, також орденськими стрічками.
Бойове полотнище вручається бригадам, полкам, окремим батальйонам, дивізіонам, авіаескадрильям, військовим навчальним закладам та навчальним частинам. Частини тилового та медичного забезпечення, охорони та обслуговування, навчально-тренувальні, дисциплінарні, інженерно-технічні права на Бойовий прапор не мають.

### Опис
Бойовий Прапор військової частини (з'єднання) Збройних Сил України являє собою квадратне полотнище малинового кольору розміром 130×130 см із запасом для прикріплення до древка.

Знамено бойової частини Сухопутних військ Збройних сил України (аверс)

На лицьовій стороні Бойового Прапора в центрі зображено емблему Збройних Сил України, вміщену на тлі золотих променів, які по три розходяться від центра між сторонами емблеми (козацького хреста). На променях міститься зображення вінків із листя і кетягів калини, в центрі яких зображено емблему виду Збройних Сил України, до якого належить військова частина (з'єднання).
Полотнище по периметру має лиштву, обшиту золотим кантом. Верхня частина лиштви містить напис «ЗА УКРАЇНУ», а нижня — напис «ЗА ЇЇ ВОЛЮ». Права і ліва частини лиштви прикрашені орнаментом у вигляді зображення листя і кетягів калини. У кутах Бойового Прапора в обшитих по периметру золотим кантом квадратах вміщено зображення прямих рівносторонніх хрестів із розбіжними сторонами.

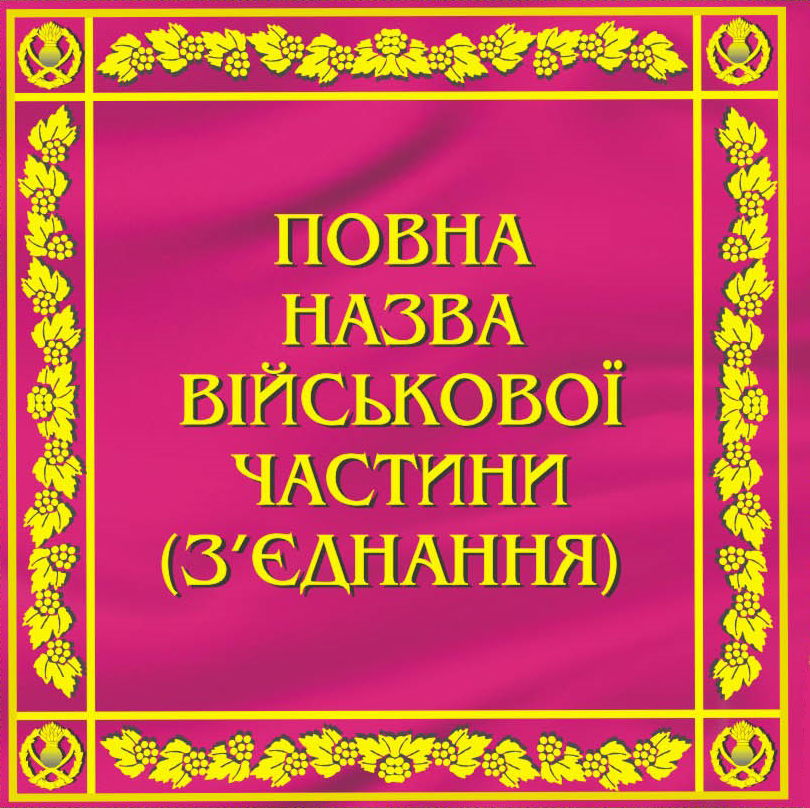
Знамено бойової частини Сухопутних військ Збройних сил України (реверс)

На зворотній стороні Бойового Прапора у центрі міститься напис повної назви військової частини (з'єднання), якій вручається Бойовий Прапор.
Полотнище зворотної сторони Бойового Прапора прикрашено по периметру лиштвою з орнаментом у вигляді зображення листя і кетягів калини. У кутах розміщено емблему роду військ, до якого належить військова частина (з'єднання).
Усі зображення та написи на полотнищі Бойового Прапора виконані золотим шитвом.
Вільні сторони Бойового Прапора прикрашено золотою бахромою.
Висота емблеми Збройних Сил України становить 5/7 висоти полотнища, ширина лиштви разом із кантом — 1/10 ширини полотнища.
Древко прапора дерев'яне, коричневого кольору. Верхівка древка стрілоподібна з жовтого металу, в ній вміщено рельєфне зображення емблеми Збройних Сил України. До трубки верхівки прикріплено тасьму, кінці якої прикрашено китицями. Тасьму та китиці сплетено з ниток жовтого і синього кольорів.
Головки прапорних цвяхів — жовтого металу.
Підток древка з жовтого металу у вигляді зрізаного конуса.

### Зміни від серпня 2017 року

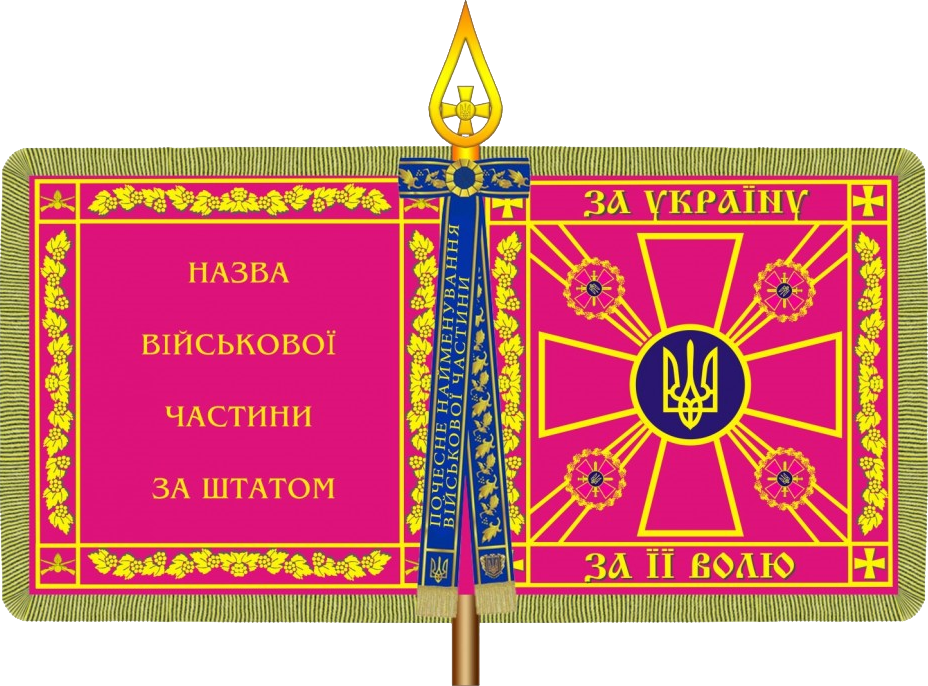
Бойовий Прапор військової частини ЗСУ України, 2017 рік

Основним нововведенням є визначення поняття стрічки до прапору з почесною назвою й заміна назви на тильній стороні з повної на назву за штатом.

#### Опис
Бойовий Прапор військової частини (з'єднання) Збройних Сил України (далі — Бойовий Прапор);— квадратне полотнище малинового кольору розміром 130 х 130 см із запасом для прикріплення до ратища.
На лицьовій стороні Бойового Прапора в центрі зображено емблему Збройних Сил України, вміщену на тлі золотих променів, які по три розходяться від центра між сторонами емблеми (хреста). На променях міститься зображення вінків із листя і кетягів калини, в центрі яких зображено емблему виду Збройних Сил України, до якого належить військова частина (з'єднання).
Полотнище по периметру має лиштву, обшиту золотим кантом. Верхня частина лиштви містить напис «ЗА УКРАЇНУ», а нижня — напис «ЗА ЇЇ ВОЛЮ». Права і ліва частини лиштви прикрашені орнаментом у вигляді зображення листя і кетягів калини. У кутах Бойового Прапора в обшитих по периметру золотим кантом квадратах вміщено зображення прямих рівносторонніх хрестів із розбіжними сторонами.
На зворотній стороні Бойового Прапора у центрі міститься напис назви військової частини (з'єднання), якій вручається Бойовий Прапор.
Полотнище зворотної сторони Бойового Прапора прикрашено по периметру лиштвою з орнаментом у вигляді зображення листя і кетягів калини. У кутах розміщено емблему роду військ, до якого належить військова частина (з'єднання).
Усі зображення та написи на полотнищі Бойового Прапора виконані золотим шитвом.
Вільні сторони Бойового Прапора прикрашено золотою бахромою.
Висота емблеми Збройних Сил України становить 5/7 висоти полотнища, ширина лиштви разом із кантом — 1/10 ширини полотнища.
Ратище Бойового Прапора дерев'яне, коричневого кольору. Верхівка ратища стрілоподібна з жовтого металу, в ній вміщено рельєфне зображення емблеми Збройних Сил України. Підток ратища з жовтого металу у вигляді зрізаного конуса. Головки прапорних цвяхів з жовтого металу.
У разі наявності у назві військової частини (з'єднання) почесного найменування до трубки верхівки древка прикріплюється двостороння стрічка синього кольору, обшита по периметру золотавим кантом. Кінці стрічки прикрашені золотавою бахромою. Розмір стрічки 250 х 12 см.
На одному кінці стрічки з обох сторін вишитий напис золотавими буквами — почесне найменування військової частини (з'єднання) і зображення Знака Княжої Держави Володимира Великого (малий Державний Герб України). Інший кінець стрічки з обох сторін прикрашений рослинним орнаментом та зображенням медальйону — підвіски із Знаком Президента України.
Стрічка зав'язується бантом розміром 30 см з двома горизонтальними променями та скріплюється розеткою діаметром 10 см.
Стрічка є невід'ємною частиною Бойового Прапора.

## Статус
1. Бойовий Прапор військової частини Збройних Сил України є символом: честі, доблесті, слави і зобов'язує кожного військовослужбовця Збройних Сил України віддано служити Українському народові, мужньо, вміло і непохитно боронити Українську державу, не шкодуючи свого життя.
2. Бойовий Прапор військової частини є почесним знаком, що визначає особливості її бойового призначення, історії та заслуг і свідчить про належність військової частини до Збройних Сил України.
3. Бойовий Прапор після сформування військової частини вручається їй від імені Президента України представником, призначеним Міністром оборони України.
4. Бойовий Прапор закріплюється за військовою частиною на весь час незалежно від зміни її найменування і номера. Зміни найменування військової частини вносяться до Грамоти Президента України, що видається під час вручення Бойового Прапора.
5. Бойовий Прапор завжди знаходиться зі своєю військовою частиною, а на полі бою — в районі бойових дій, в яких частина бере участь.
6. У разі втрати Бойового Прапора командир військової частини і військовослужбовці, що є безпосередніми винуватцями цього, несуть відповідальність згідно із законом.[7]